# Goran Popow
Goran Popow, maced. Горан Попов (ur. 2 października 1984 w Strumicy, Jugosławia) – macedoński piłkarz, grający na pozycji lewego obrońcy, reprezentant Macedonii. Posiada również bułgarski paszport.

## Kariera piłkarska

### Kariera klubowa
Rozpoczął karierę piłkarską w klubie Belasica Strumica w 2002, skąd w 2004 przeszedł do greckiego AEK Ateny. Potem w czerwcu został zaproszony do FK Crvena zvezda Belgrad, ale nie rozegrał żadnego meczu. W sezonie 2004/05 występował w polskiej ekstraklasie, gdzie bronił barw klubu Odra Wodzisław Śląski, po czym powrócił do Grecji, gdzie grał w klubach AE Aigaleo oraz Levadiakos. 12 czerwca 2008 został zawodnikiem SC Heerenveen. 9 czerwca 2010 podpisał 5-letni kontrakt z ukraińskim Dynamem Kijów. W sierpniu 2012 został wypożyczony do West Bromwich Albion F.C.. We wrześniu 2014 anulował kontrakt z Dynamem i 19 września zasilił skład Wardaru Skopje.

### Kariera reprezentacyjna
Występował w reprezentacji Macedonii. Łącznie rozegrał 41 gier i strzelił 2 bramki.

## Sukcesy i odznaczenia
- zdobywca Pucharu Holandii: 2009